# Land Grab
Land Grab – trzeci studyjny album duetu Modfunk. Wydany został 14 stycznia 2012 roku na międzynarodowych portalach muzycznych w formie cyfrowej. Płyta jest instrumentalną mieszanką muzyki House i Intelligent Dance Music. Album faktycznie został nagrany przez muzyków w 2005 roku.

## Lista utworów
1. Timeshifter
2. Satellites & U
3. Through The Sound
4. Just...
5. Nu Born
6. Arrivals & Departures
7. Wishes
8. Last Knight In Rio
9. Cream Coast